# La Fille aux cheveux de lin (mélodie)
Pour le prélude pour piano, voir La Fille aux cheveux de lin.
La Fille aux cheveux de lin est une mélodie de Claude Debussy composée en 1881.

## Composition
Claude Debussy compose cette mélodie au début de 1881, sur un poème de Leconte de Lisle tiré des Poèmes antiques. L'incipit porte la mention « Sur la luzerne en fleur ». La dédicace est faite à Marie Vasnier, avec la notation suivante : « À Mme Vanier, qui a réalisé ce problème que ce n'est pas la musique qui fait la beauté du chant, mais le chant qui fait la beauté de la musique (surtout pour la mienne), l'auteur humble et reconnaissant. Ach. Debussy
Tout ce que je peux avoir de bon, dans le cerveaux est là-dedans - Voyez et jugez. Ach. Debussy »